# Coussarea moritziana
Coussarea moritziana är en måreväxtart som först beskrevs av George Bentham, och fick sitt nu gällande namn av Paul Carpenter Standley. Coussarea moritziana ingår i släktet Coussarea och familjen måreväxter. Inga underarter finns listade i Catalogue of Life.